# Кёйлсрифир
Кёйлсрифир (африк. Kuilsrivier, англ. Kuils River) — город на юго-западе Южно-Африканской Республики, на территории Западно-Капской провинции. Входит в состав городского округа Кейптаун.

## Географическое положение
Город расположен в юго-западной части провинции, на берегах одноимённой реки, на расстоянии приблизительно 5 километров к востоку от Кейптауна, административного центра провинции. Абсолютная высота — 62 метра над уровнем моря.

## Климат
Климат города субтропический средиземноморский. Среднегодовое количество осадков — 492 мм. Наибольшее количество осадков выпадает в период с апреля по октябрь. Средний максимум температуры воздуха варьируется от 16,6 °C (в июле), до 27 °C (в феврале). Самым холодным месяцем в году является июль. Средняя минимальная ночная температура для этого месяца составляет 7 °C.

## Население
По данным официальной переписи 2011 года, население составляло 46 686 человек, из которых мужчины составляли 48,28 %, женщины — соответственно 51,72 %. В расовом отношении цветные составляли 53,13 % от населения города; белые — 32,58 %; негры — 11,43 %; азиаты (в том числе индийцы)— 0,93 %, представители других рас — 1,94 %. Наиболее распространёнными среди жителей города языками являлись: африкаанс (60,80 %), английский (33,19 %) и зулу (3,19 %).

## Известные уроженцы
- Герман Чарльз Босман (1905—1951) — южноафриканский писатель и журналист.